# Савеллий Птолемаидский
Савеллий (греч. Σαβέλλιος) — епископ Птолемаиды Пентапольской, основатель савеллианства — учения о Лицах Святой Троицы, признанного еретическим.

## Биография
Биографические сведения о нём очень скудны. Известно только, что он был родом из Птолемаиды Ливийской в Пентаполисе и жил около половины III века. Ввиду того влияния и уважения, которым пользовался Савеллий у современников, некоторые немецкие писатели (Вальх, Дёрнер и др.) предполагают, что Савеллий был облечён званием пресвитера. Можно также предполагать, что Савеллий получил широкое научное образование и был тонким мыслителем и диалектиком; его система по своей полноте, последовательности и законченности занимает в школе патрипассианских антитринитариев такое же место, как система Павла Самосатского — в школе антитринитариев евионейских.

## Учение и наследие
Учение Савеллия представляет полнейшее развитие системы монархиан-модалистов; он первый ввёл третье лицо Святой Троицы, Святого Духа, в круг своего созерцания и таким образом закончил их учение. Бог в Самом Себе, находясь в состоянии совершенного покоя или молчания (греч. σιωπών), есть чистая монада, чуждая всякого различения; но, выходя для творения и промышления о мире из своего молчания или становясь Словом говорящим, Он является в трёх различных формах (греч. σχηματισμούς) — Отца, Сына и Духа. В Ветхом Завете Он является как дающий законы людям Отец, в Новом Он явился как спасающий людей Сын и продолжает являться как освящающий их Дух. Отец, Сын и Дух, которых Савеллий сравнивает то с телом, душой и духом, то с обликом Солнца и его светом и теплотой, составляют собой, таким образом, три лица (греч. πρόσωπα), посредством которых постепенно проявляет себя в мире божественная монада; но эти πρόσωπα суть не лица в смысле действительных, самостоятельных лиц, а в смысле только внешних форм обнаружения в мире монады, которые поэтому имеют действительное значение только по отношению к Миру и то на определённое только время. Когда открывался в мире Отец, ещё не существовал ни Сын, ни Дух, а когда стал открывать себя Сын, перестал существовать Отец, с началом же откровения Духа перестал существовать Сын; настанет время, когда и Дух Святой, окончив своё откровение, возвратится в безразличную божественную монаду, куда возвратились Отец и Сын.
Дионисий Александрийский явился самым сильным и деятельным противником этой ереси, действуя против неё и устно, и письменно. Александрийский собор (261 г.) осудил Савеллия; Дионисий, епископ Римский, которому было сообщено о ереси Савеллия, также подверг его осуждению на соборе Римском (262 г.). Дионисий Александрийский написал против Савеллия несколько посланий к разным лицам, из которых ни одно не сохранилось в целости. До нас дошёл только незначительный отрывок из «Послания к Евфранору и Аммонию против Савеллия» в «Epistola de sententia Dionysii Alexandrini» св. Афанасия — тот самый, на который особенно указывали ариане как на доказательство единомыслия с ними св. Дионисия. Защищая против Савеллия разность и личное отличие Бога Отца, Сына и Святого Духа, св. Дионисий увлёкся полемикой со своими противниками и употребил некоторые неосторожные выражения в учении о Святой Троице и Сыне Божием. Между александрийцами нашлись недовольные его выражениями в письме к савеллианцам Аммонию и Евфранору и обвинили его перед Дионисием Римским в том, что он отвергает вечность Сына, отделяет Его от Отца, не признает Его единосущным Отцу и причисляет к тварям. Это заставило Дионисия Александрийского написать к Дионисию Римскому ответное сочинение под заглавием «Ελέγχος καί απολογία», в котором представлены удовлетворительные ответы на все означенные пункты обвинения.
К концу III века савеллианизм ослабел. Однако и в IV в. приверженцы савеллианства, например Маркелл Анкирский и ученик его Фотим, готовы были его восстановить и поддержать в измененном виде, но их попытка не имела успеха. Если церковные писатели IV в. в своих полемических произведениях против арианства часто останавливаются на учении Савеллия и его школы, то лишь с целью уничтожить упрёк, который делали православным ариане, — будто православные своим учением о единосущии Сына Божия с Богом Отцом по примеру Савеллия и его последователей уничтожают ипостасное различие между первым и вторым лицами св. Троицы, отождествляя их и сливая в одно лицо.